# Mélodie d'amour
Mélodie d'amour è il terzo singolo del gruppo musicale franco-brasiliano Kaoma, pubblicato nel 1990. Il brano, così come i due precedenti singoli Lambada e Dançando Lambada, è contenuto nell'album d'esordio del gruppo Worldbeat.

## Classifiche
| Classifica (1990) | Posizione massima |
| ----------------- | ----------------- |
| Belgio (Fiandre)  | 43                |
| Francia           | 11                |
| Paesi Bassi       | 15                |